# Eyalet de Dulkadir
1522–1864
Entités précédentes :
- Principauté de Dulkadir

Entités suivantes :
- Vilayet d'Alep
- Vilayet d'Adana
- Vilayet de Diyarbekir

Le pachalik ou eyalet de Dulkadir (ایالت ذو القادریه / دولقادر, Eyālet-i Ẕū l-Ḳādirīye / Ḍūlḳādir en turc ottoman) dit aussi eyalet de Marash est une ancienne province de l'Empire ottoman qui a existé de 1522 à 1864. Sa capitale était Maraş (Kahramanmaraş).

## Histoire

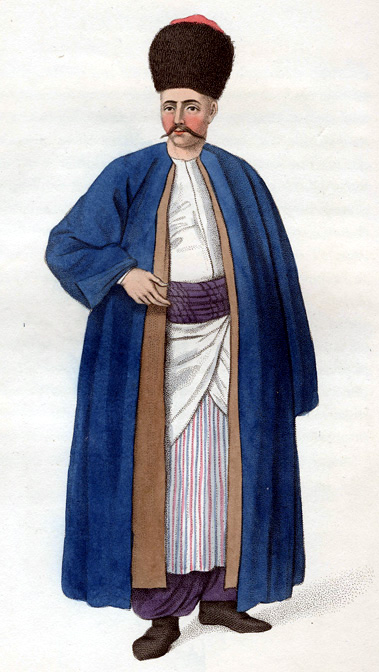
Un bey arménien, 1779

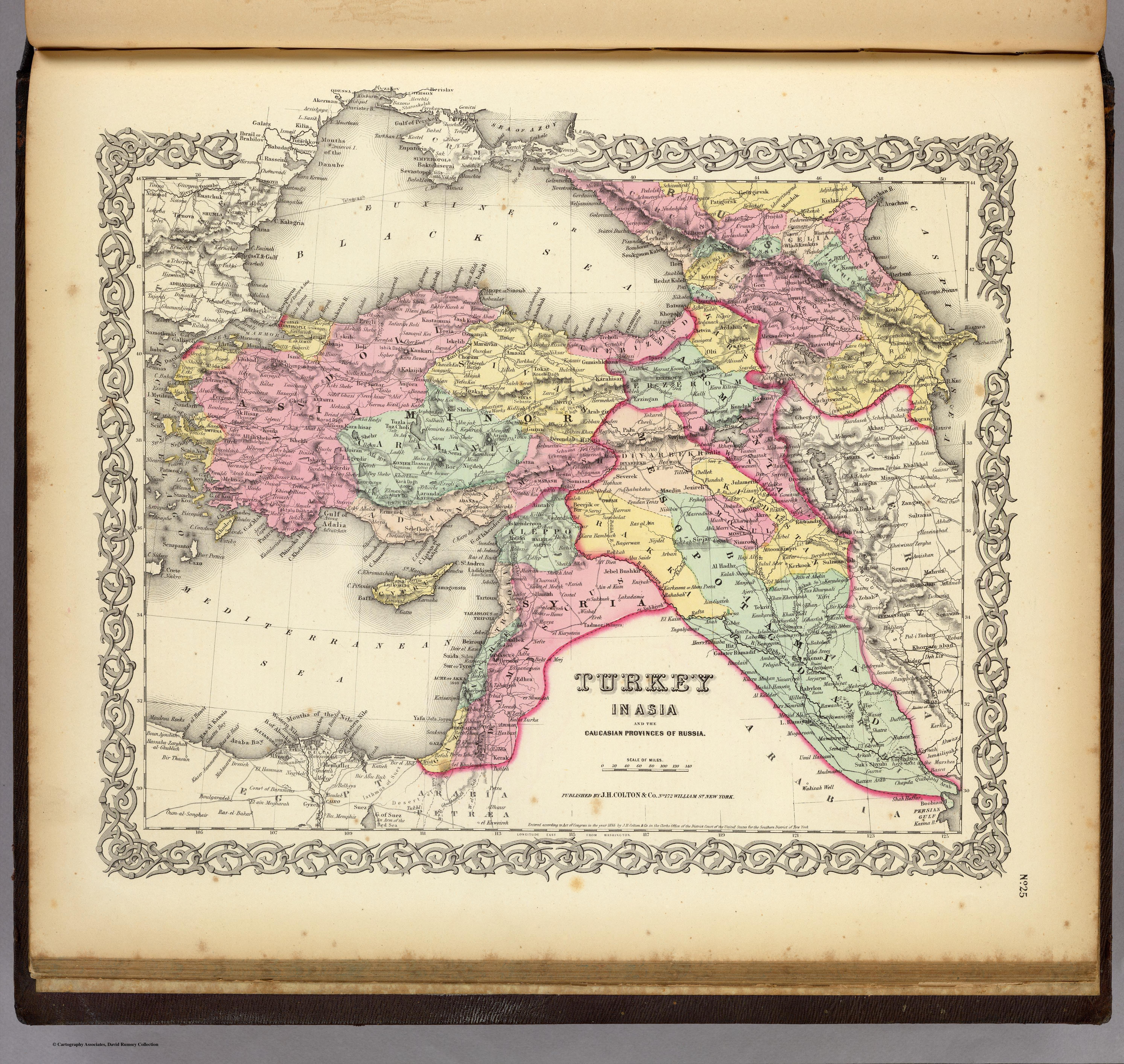
Anatolie et Caucase. La province de Marash (Dulkadir) est en rose au centre. Colton, 1856

La principauté turque de Dulkadir, dernier des beylicats anatoliens vassaux du sultanat mamelouk d'Égypte, est conquise par Sélim Ier en 1515. Le dernier émir dulkadiride, Ali Bey (en), administre le pays au nom des sultans ottomans avec le titre de pacha. En 1522, la province devient un eyalet.
Au XVIIe siècle, le sultan Mourad IV (1623-1640) accorde l'autonomie aux montagnards arméniens de Zeytoun (actuelle Süleymanlı près de Kahramanmaraş), qui l'avaient aidé contre les rebelles turkmènes, en échange d'un tribut annuel.
En 1862, les Arméniens de Zeytoun entrent en conflit avec leurs voisins turkmènes. Les autorités ottomanes y voient une tentative de révolte et envoient une armée qui pille les villages et attaque la ville de Zeytoun le 2 août 1862 : les soldats sont repoussés. Les Arméniens envoient un appel au secours à Napoléon III ; sur un ultimatum français, le gouvernement ottoman doit renoncer à une nouvelle expédition contre Zeytoun. La révolte de Zeytoun (1862) est une des premières manifestations de la question arménienne.
La tribu turkmène des Kozanoğlu, dans la même région, elle aussi insoumise, fera l'objet d'une expédition répressive ottomane en 1865.
En 1864, lors de la réforme administrative qui transforme les eyalets en vilayets, la province est partagée entre le vilayet d'Alep et le vilayet de Diyarbekir : ce dernier obtient le sandjak de Malatya. En 1869, le vilayet d'Adana est détaché de celui d'Alep et obtient le sandjak de Kadirli.

## Subdivisions
Au XVIIIe siècle, la province est divisée en 4 sandjaks (districts) :
1. Sandjak du pacha (Maraş)
2. Sandjak de Malatya
3. Sandjak d'Aintab (Gaziantep)
4. Sandjak de Kars-i Maraş (Kadirli)

### 1831[4]
- Maraş Livasi (Sandjak du paşa)
- Malatya Livası
- Samsat Livası
- Gerger Livası

### Sources et bibliographie
- (en) Cet article est partiellement ou en totalité issu de l’article de Wikipédia en anglais intitulé « Dulkadir Eyalet » (voir la liste des auteurs) dans sa version du 27 septembre 2016.